# Fábrica de seda de Vinalesa

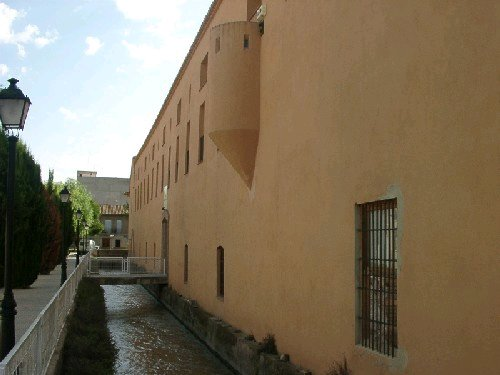

La Fábrica de seda de Vinalesa fue fundada al final del siglo XVIII por la familia Lapayesse. Este hecho la convierte en el primer centro fabril valenciano en utilizar la fuerza motriz del agua, en este caso de la Real Acequia de Moncada. Durante las décadas de 1820 y 1830 fue propiedad de José Casadeván hasta que la vendió en 1839 a la familia Trénor en cuyas manos permaneció todo el siglo XIX. En sus orígenes albergó la Fábrica Nacional de Seda si bien con el paso del tiempo fue fábrica de tejidos de esparto y yute y de guano.
El edificio es una amplia nave con techos de madera con una serie de pequeñas dependencias adosadas. Pero sin lugar a dudas el elemento más particular es la gran noria vertical que se construyó sobre la acequia para generar la fuerza motriz para las máquinas. El botánico Antonio José de Cavanilles la describió así:
Actualmente ya no se utiliza como fábrica y después de una restauración casi total es un centro social municipal. Acoge diferentes servicios municipales como el ayuntamiento, la biblioteca, el centro de salud, asociaciones locales, gimnasio, hogar de los jubilados, etcétera.
- Datos: Q8963174
- Multimedia: Fàbrica de la Seda de Vinalesa / Q8963174